# Czerwonków-Osiedle
Czerwonków-Osiedle – wieś w Polsce, w województwie opolskim, w powiecie głubczyckim, w gminie Baborów.
Do 31 grudnia 2023 miejscowość była kolonią wsi Czerwonków.